# 제임스 카피넬로
제임스 카피넬로(James Carpinello, 1975년 8월 13일 ~ )는 미국의 배우이다.

## 출연 작품
- 미드웨이 - 윌리엄 브록먼 역